# C. S. Lee
Charles S. „Charlie“ Lee (* 30. prosince 1971, Cheongju, Jižní Korea) známý jako C. S. Lee je americký herec s korejským původem. Jeho nejznámější role je Vince Masuka v seriálu Dexter.

## Osobní život
Filmový průmysl se stal jeho vášní už od jeho střední školy, když hrál fotbal za Hudson's Bay High School ve Vancouveru ve Washingtonu. Navštěvoval Cornish College of the Arts, byl na hereckém stipendiu a maturoval s bakalářským titulem. V přípravě na herectví pokračoval na Yale School of Drama, kde po vystudování získal titul magistr umění. Poté strávil osm let v New Yorku, kde hrál v různých divadelních společnostech, regionálních divadlech a také ve filmu a v televizi. Je ženatý s Larou Cho.

## Kariéra
Lee se proslavil rolí v seriálu Dexter na televizní stanici Showtime, kde hraje roli Vince Masuky, soudního vědce známého pro jeho prostopášný smysl pro humor.
Lee hrál roli Dr. Ba v dramatickém seriálu pro HBO s názvem Rodina Sopránů. V roce 2009 si také zahrál roli lékaře ve filmu Nenarození. Také se objevil jako Harry Tang, Chuckův vlezlý spolubydlící v seriálu NBC, Chuck a v epizodě seriálu Můj přítel Monk.

## Filmografie

### Filmy
- Něha
- Nenarození
- David & Layla
- Náš italský manžel
- Stepfordské paničky
- Náhodné setkání

#### Seriály
- Dexter
- Chuck
- Jednotka zvláštního určení
- Beyond
- Můj přítel Monk
- Zákon a pořádek: Zločinné úmysly
- Rodina Sopránů
- Ed
- Všichni starostovi muži
- Právo a pořádek
- As The World Turns
- U nás ve Springfieldu